# Schloss Zuylen

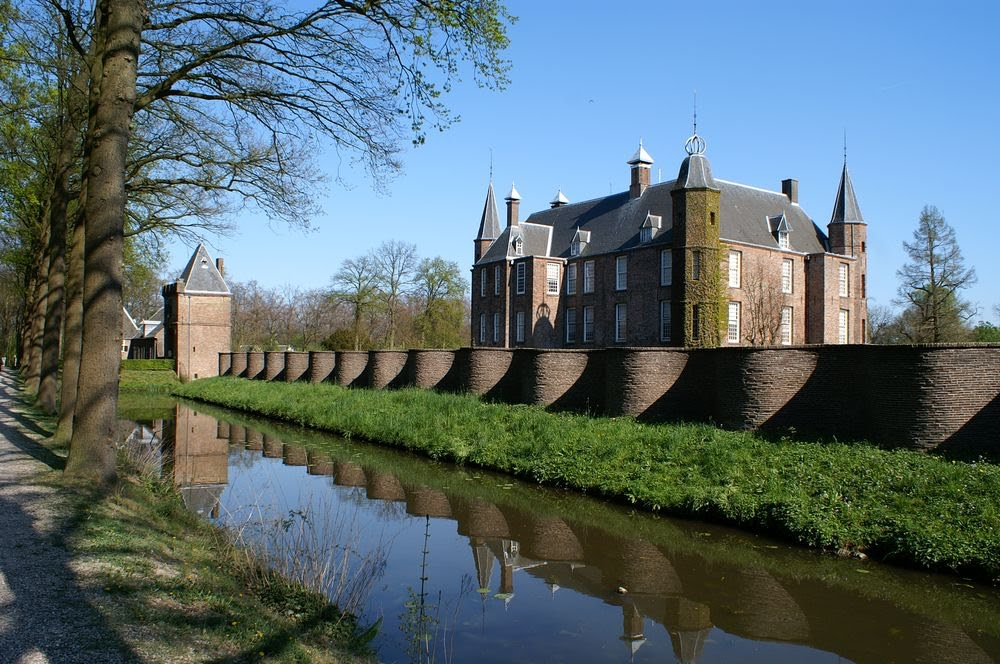
Schloss Zuylen mit Torhaus und Serpentinenmauer

Das Schloss Zuylen, niederländisch Slot Zuylen oder Slot Zuilen, ist ein aus einer Niederungsburg hervorgegangenes Wasserschloss bei Oud-Zuilen in der niederländischen Gemeinde Stichtse Vecht, Provinz Utrecht. Neben der Burg Anholt in Westfalen gilt es als Stammsitz des Adelsgeschlechts Zuylen. Seit 1952 dient es als Schlossmuseum. Als Rijksmonument unterliegt es dem Denkmalschutz.

## Geschichte

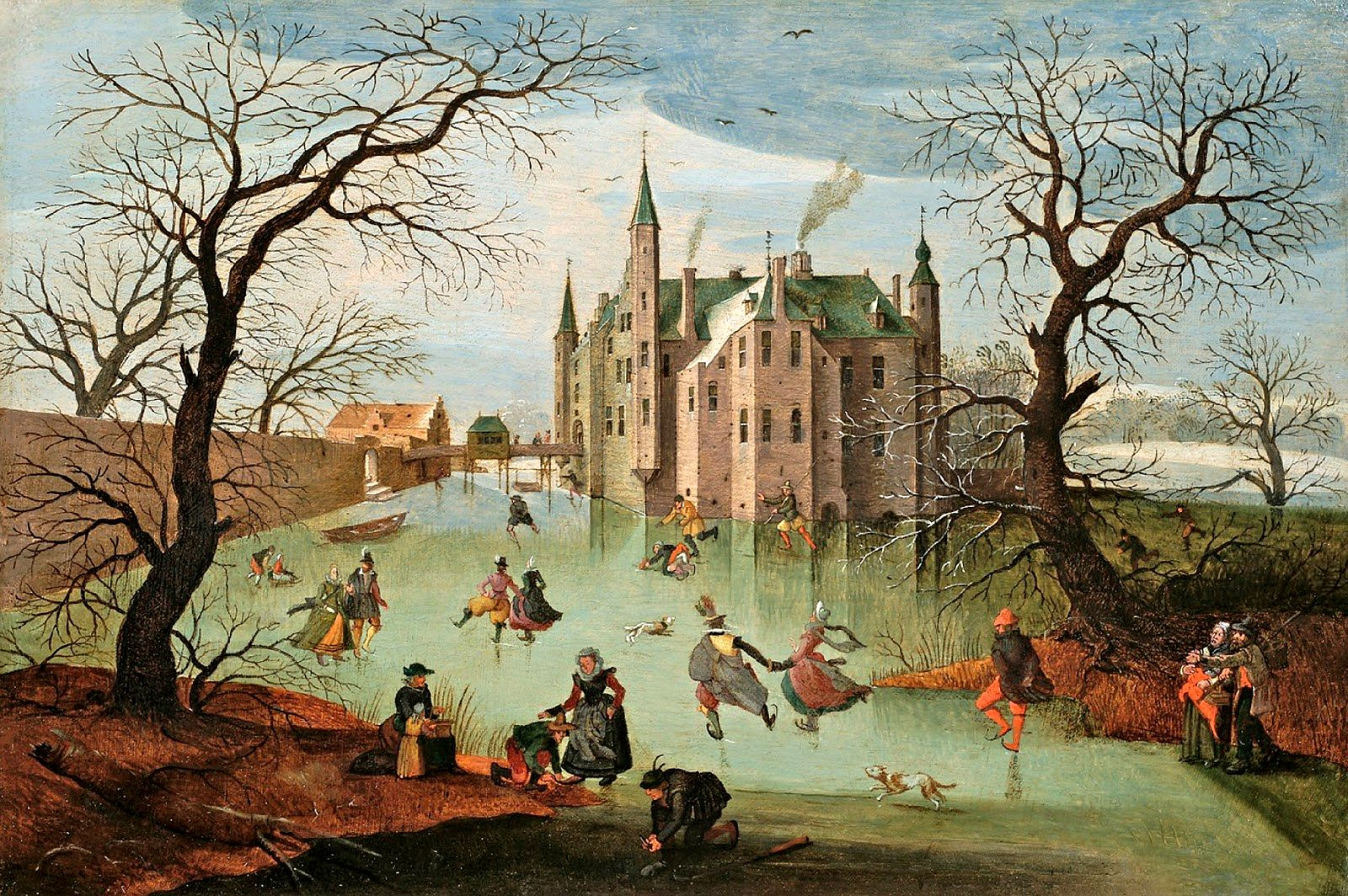
Eisläufer vor dem Schloss Zuylen, um 1600 gemalt von Abel Grimmer

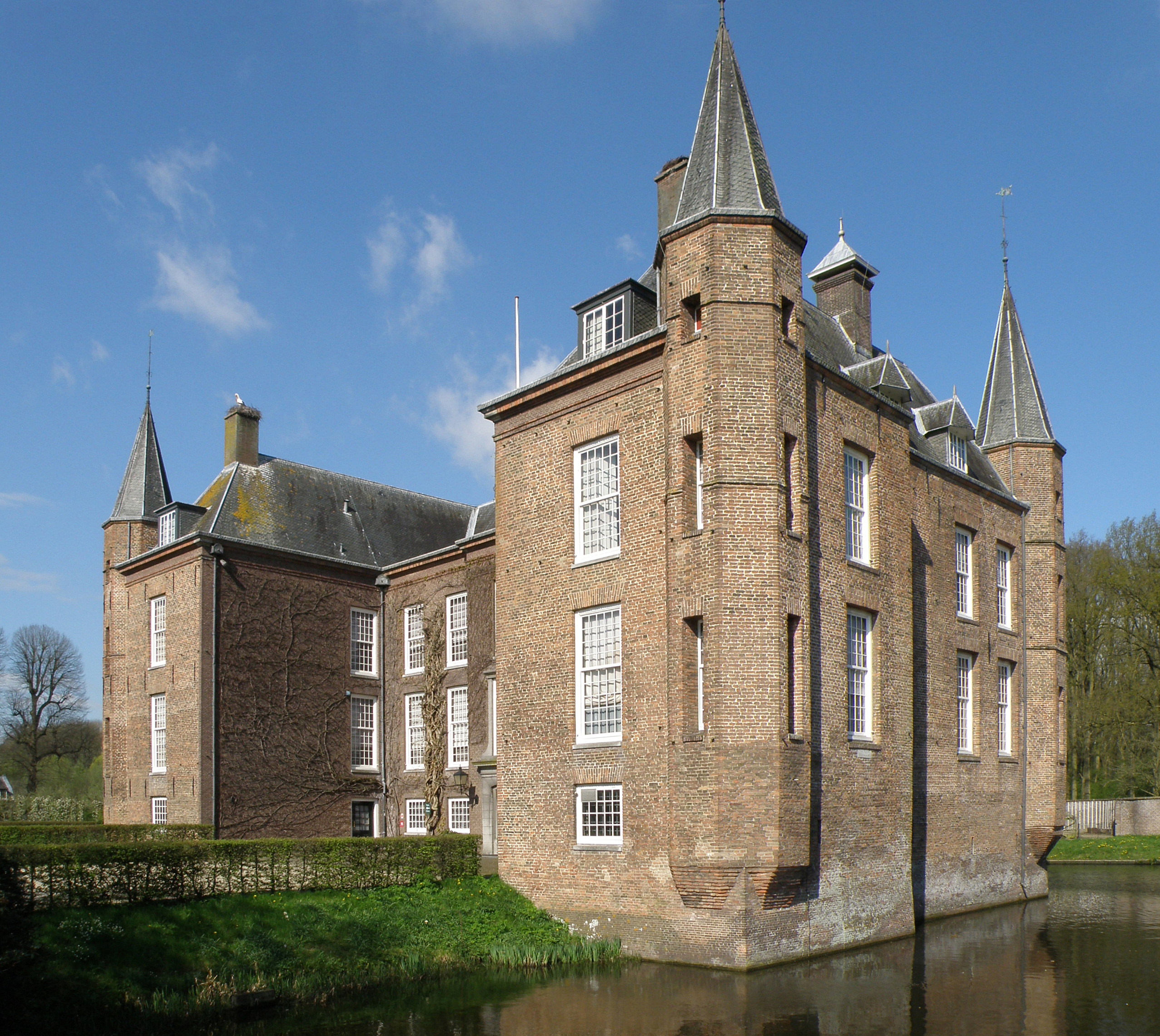
Seite des Haupteingangs mit Ehrenhof

In der zweiten Hälfte des 13. Jahrhunderts wurde als Vorgänger des heutigen Schlosses ein Wohnturm, errichtet der mit 2,70 Meter dicken Mauern einen Innenraum von etwa fünf mal sechs Metern umschloss. Auf den Resten des mittelalterlichen Vorgängerbaus ließ Ritter Willem van Remensberg in der ersten Hälfte des 16. Jahrhunderts eine stattliche Burg errichten, die durch Baumaßnahmen der Jahre 1751/1752 unter dem Architekten Jacob Marot (1697–1761), Sohn des bekannteren Daniel Marot, im Wesentlichen ihr heutiges Erscheinungsbild erhielt. Diese Baumaßnahmen behielten die Raumaufteilung aus dem 16. Jahrhundert weitgehend bei, erweiterten jedoch den Altbau durch einen Flügel an der Südwestseite, wodurch ein symmetrischer Ehrenhof entstand. 
Eine architektonische Besonderheit ist die Serpentinenmauer, die bei der Umgestaltung des Schlossparks durch Jan David Zocher im Jahr 1841 entstand. Über 120 Meter schlängelt sie sich am Park entlang und rahmt einen Küchengarten. Mit ihren Rundungen bietet sie klimageschützte Nischen, in denen Südfrüchte wie Pfirsiche, Aprikosen und Feigen gedeihen.
In dem Schloss lebte in der Mitte des 18. Jahrhunderts die Schriftstellerin Isabelle de Charrière, auch bekannt als Belle van Zuylen.